# Glory d'Atlanta
 (décembre 2023).
Si vous disposez d'ouvrages ou d'articles de référence ou si vous connaissez des sites web de qualité traitant du thème abordé ici, merci de compléter l'article en donnant les références utiles à sa vérifiabilité et en les liant à la section « Notes et références ».
Le Glory d'Atlanta (en anglais : Atlanta Glory) était un club franchisé de américain de basket-ball féminin. La franchise, basée à Atlanta, a appartenu à l'American Basketball League.

## Historique
Après deux saisons disputées, le Glory décide d'arrêter, tout comme les StingRays de Long Beach. La ligue tentera tout de même de faire cette saison 1998-1999, malgré la forte concurrence de la WNBA. Elle devra cesser ses activités le 22 décembre 1998.

## Joueuses et personnalités du club

### Entraîneurs
- 1996-1998 :  Teresa Edwards

### Joueuses emblématiques
- Teresa Edwards